# 屈尔蒂勒韦尔日
屈尔蒂勒韦尔日（法語：Curtil-Vergy，法語發音：[kyʁtil vɛʁʒi]）是法国科多尔省的一个市镇，属于第戎区。

## 地理
屈尔蒂勒韦尔日（47°10'11"N, 4°53'20"E）面积2.7 平方千米，位于法国勃艮第-弗朗什-孔泰大區科多尔省，该省份为法国中东部省份，北起奥布省，西接涅夫勒省和约讷省，南至索恩-卢瓦尔省，东南接汝拉省，东临上索恩省，东北部与上马恩省接壤。
与屈尔蒂勒韦尔日接壤的市镇（或旧市镇、城区）包括：勒勒韦尔日、瑟格鲁瓦、莱唐韦尔日、梅桑日、尼伊圣乔治。
屈尔蒂勒韦尔日的时区为UTC+01:00、UTC+02:00（夏令时）。

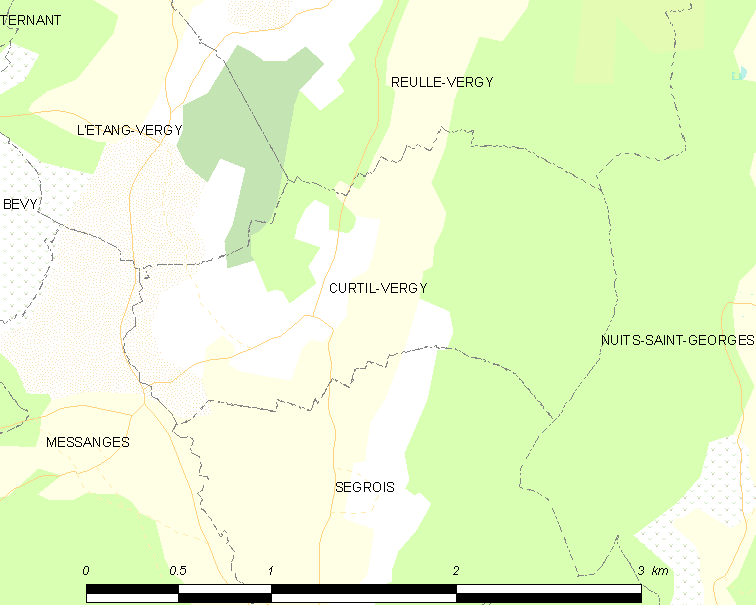
屈尔蒂勒韦尔日的OSM定位图

## 行政
屈尔蒂勒韦尔日的邮政编码为21220，INSEE市镇编码为21219。

## 政治
屈尔蒂勒韦尔日所属的省级选区为隆维县。

## 人口

1962-2008年间屈尔蒂勒韦尔日人口变化图示

屈尔蒂勒韦尔日于2022年1月1日时的人口数量为156人。